# توه (اندیمشک)
تووه (اندیمشک)، روستایی از توابع بخش الوار گرمسیری شهرستان اندیمشک در استان خوزستان ایران است. 
تنها راه دسترسی به این روستا از طریق راه آهن و قطار محلی اندیمشک - دورود است. 
این روستا جاذبه های گردشگری بسیار زیادی دارد و یکی از توقف گاه های اصلی قطار گردشگری تنگ پنج است. 
پل روستای تووه یکی از معروف ترین پل های راه هن ایران است که به دلیل قرارگیری در محلی مناسب بین چند کوه خلبان های عراقی قادر به شلیک موشک و از بین بردن آن نبودند‌؛
این پل بیش از هشتاد سال قدمت دارد و یکی از زیباترین پل هایی است که در زمان ساخت راه آهن در ایران ساخته شده است. 
روستای تووه یکی از اصلی ترین زیستگاه های طبیعی   سمندر لرستانی در جهان است.سمندر لرستانی (سمندر امپراطور) در حال حاضر در خطر انقراض است و تعداد بسیار کمی از این جانور در جهان وجود دارد. 
روستای تووه مناطق تفریحی و گردشگری زیادی دارد از جمله این مکان ها میتوان به موارد زیر اشاره کرد:
پل راه آهن تووه با بیش از هشتاد سال قدمت، گِلال(رودخانه)تووه، باغ روستای تووه، زمین فوتبال مرغی گِلِلِه، منطقه پایتخت، چاله خدا و...

## جمعیت
این روستا در دهستان مازو قرار دارد و براساس سرشماری مرکز آمار ایران در سال ۱۳۸۵، جمعیت آن ۲۰۶ نفر (۵۰خانوار) بوده‌است.